# ۴ اکتبر
۴ اکتبر دویست و هفتاد و هفتمین (در سال‌های کبیسه دویست و هفتاد و هشتمین) روز سال در گاه‌شماری میلادی است. ۸۸ روز تا پایان سال باقی‌است.

## رویدادها
- ۱۵۳۵ - برای نخستین بار در تاریخ، انجیل، کتاب مقدس مسیحیان که توسط ویلیام تیندل و مایل کاوردیل از عبری به انگلیسی ترجمه شده بود، چاپ گردید.
- ۱۹۵۷ - اتحاد جماهیر شوروی اسپوتنیک ۱، نخستین قمر مصنوعی جهان را از قزاقستان (محل کنونی ایستگاه بایکونور) به فضا شلیک کرد.
- ۱۹۶۵ - با ورود پاپ پل ششم به نیویورک او نخستین پاپ کلیسای کاتولیک نام گرفت که به ایالات متحده و به‌طور کلی به نیم کره غربی زمین سفر کرده‌است.

## زادروزها
- ۱۸۸۱ - والتر فن براوخیچ، نظامی بلندپایه آلمانی و فرمانده نیروی زمینی این کشور در دوره رایش سوم
- ۱۹۴۱ - کارل اوپیتسازر، رانندهٔ مسابقات اتومبیل‌رانی اهل اتریش

## درگذشت‌ها
- ۱۲۲۶ - فرانسیس آسیزی، قدیس مسیحی و موسس فرقه فرانسیسکن
- ۱۹۸۴ - احمد حسن البکر، چهارمین رئیس‌جمهور عراق (۱۹۷۹–۱۹۶۸)

## مناسبت‌ها
- روز جهانی حیوانات، به مناسبت سالگرد درگذشت فرانسیس آسیزی، قدیس مسیحی